# Sounds That Can't Be Made
Sounds That Can't Be Made är den brittiska rockgruppen Marillions sjuttonde studioalbum utgivet i september 2012.
Det var det fjärde albumet som ingick i en kampanj, en s.k. Gräsrotsfinansiering, där skivan förbetalades av fansen, innan den var inspelad. 
Alla namn på dem som förbeställde fick vara med i innerkonvolutet.
Inspelad i Marillions egen studio The Racket Club och Peter Gabriels Real World Studios under åren 2010-2012.
Skivan släpptes i september, men redan den 28 juli 2012 spelade Marillion på Trädgårn i Göteborg, samma kväll, och samtidigt som Bruce Springsteen spelade på Ullevi. Dagen efter spelade Marillion på Debaser Medis i Stockholm.

## Låtlista[6]
1. Gaza     (17:31)
2. Sounds That Can't Be Made     (7:16)
3. Pour My Love     (6:02)
4. Power    (6:07)
5. Montréal     (14:04)
6. Invisible Ink     (5:47)
7. Lucky Man     (6:58)
8. The Sky Above the Rain     (10:34)